# Natri pyrosulfat
Natri pyrosunfat là một muối của natri và gốc pyrosunfat, tạo thành bởi quá trình khử nước của natri bisunfat. Đây là chặng trung gian trong quá trình tổng hợp SO3.

## Điều chế
Natri pyrosunfat được điều chế bằng cách khử nước natri bisunfat:
2 NaHSO4 → Na2S2O7 + H2O
Ở nhiệt độ trên 460 °C, natri pyrosunfat bị phân hủy tạo ra natri sunfat và lưu huỳnh trioxit:
Na2S2O7 → Na2SO4 + SO3

## Ứng dụng
Natri pyrosunfat được sử dụng trong hóa phân tích, mẫu thử được nung chảy với natri pyrosunfat để đảm bảo nó có thể được hòa tan hoàn toàn trước khi phân tích định lượng.